# Limnellia quadrata
Limnellia quadrata – gatunek muchówki z rodziny wodarkowatych i podrodziny Ephydrinae.
Gatunek ten opisany został w 1813 roku przez Carla Fredrika Falléna jako Notiphila quadrata.
Muchówka o ciele długości około 1,5 mm. Głowę ma matowo cimenobrązową z jedną parą szczecinek orbitalnych po bokach czoła i bocznymi szczecinkami skierowanymi pionowo w dół. Tułów ma matowo cimenobrązowe śródplecze z parą szarych kropek. Skrzydła mają po dwie ciemne kropki przy wierzchołkowym odcinku żyłki radialnej R4+5.
Owad znany z Hiszpanii, Andory, Islandii, Irlandii, Wielkiej Brytanii, Francji, Belgii, Holandii, Niemiec, Szwecji, Norwegii, Finlandii, Szwajcarii, Austrii, Włoch, Malty, Polski, Estonii, Czech, Słowacji, Węgier, Ukrainy, Rumunii, Bułgarii, Grecji, europejskiej części Rosji, Makaronezji, Afryki Północnej i wschodniej Palearktyki.